# قائمة قرى مركز ساقلتة
قائمة قرى ساقلتة أو القرى التابعة لمركز ومدينة ساقلتة بمحافظة سوهاج، هي وحدات إدارية من المستوى الثالث في جمهورية مصر العربية، وهي الوحدات التي تضم تجمعات سكانيّة حضرية وريفيّة معاً أو تجمعات سكانية ريفيّة فقط. ويضم مركز ساقلتة 17 قرية ومدينة واحدة بمجموع يبلغ 364٬882 نسمة.

## قرى مركز دار السلام
| م | المركز      | القاعدة الإدارية | مدن | أحياء | القرى | السكان (2006) | خريطة |
| - | ----------- | ---------------- | --- | ----- | ----- | ------------- | ----- |
| 9 | مركز ساقلته | مدينة ساقلتة     | 1   | ـــــ | 14    | 170,732 نسمة  |       |